# Virilité

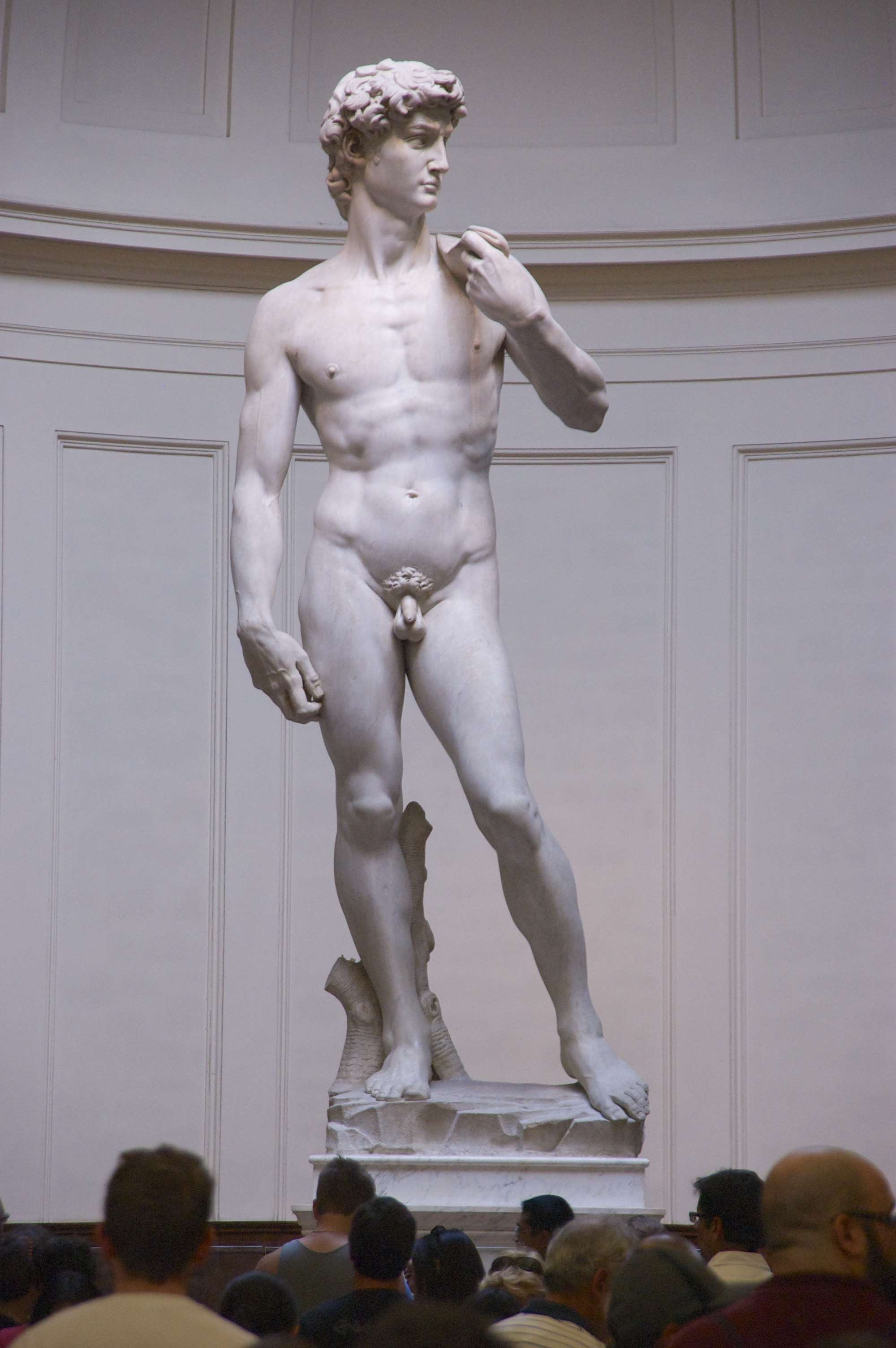
Le David de Michel-Ange, « magnification du nu viril ».

La virilité désigne les caractéristiques physiques ainsi que le comportement sexuel de l'homme adulte, en particulier sa vigueur et sa capacité à procréer, ainsi que ses caractères moraux, culturellement associés à l’homme en tant que genre.
Cette définition de la virilité recoupe celle de la masculinité (à l'instar des anglo-saxons et de leurs études sur la masculinité (en)) alors que l'histoire culturelle différencie la masculinité (l'ensemble des caractères propres à l'homme) de la virilité, notamment via l'évolution culturelle des attributions du masculin. Cette notion de virilité est souvent associée à plusieurs qualités : fermeté, courage, force, vigueur, etc.
Elle peut désigner directement le membre viril.
Il n'y a pas vraiment d'équivalent pour les femmes, le terme le plus proche étant la féminité, qui vaut plus pour une contrepartie de la masculinité.

## Étymologie
Hyponymes du latin hŏmō, ĭnis, m., « homme [sans distinction de genre] », les substantifs vĭr, vĭrī, m. et vĭra, æ, f. désignent respectivement l'« homme mâle adulte [par opposition à la femme] » et la « femme adulte [par opposition à l'homme mâle adulte] ». Tous deux proviennent de l'indo-européen commun *wir « homme » et sont parents de l'avestique et du sanskrit vīra, « héros, fort » ainsi que du grec ἥρως, ωος[réf. à confirmer] ou ω (ὁ), « maître, chef, noble » et donnent au français des mots tels que viril, vertu, vertueux, s'évertuer, virtuel, virtuose, ou loup-garou.
Avec ses spécificités attribuées par opposition à fēmĭna, æ, f., « femme, femelle » — bien plus communément employé que vĭra, æ — vĭr entre dans la composition du substantif virtūs, ūtis, f., « qualités qui font la valeur de l'homme moralement et physiquement » et dans celle de l'adjectif vĭrīlis, e, « d'homme, des hommes, mâle, masculin ; d'homme fait, viril ».
Dérivé du latin classique vĭrīlis, le substantif latin d'époque impériale vĭrīlĭtās, ātis, f., « virilité, âge viril » donne virilité, s. f., « caractère de ce qui appartient au sexe masculin » en ancien français, puis en français moyen « caractères physiques de l'homme adulte, virilité » au sens propre ; « age viril, âge mûr » par métonymie et « fermeté virile, attitude ou action virile, digne d'un homme » au sens figuré. Il en vient à désigner en français contemporain tant l'« ensemble des attributs, des caractères physiques de l'homme mâle adulte [par opposition à la féminité] » que l'« ensemble des qualités (fermeté, courage, force, vigueur, etc.) culturellement attribuées à l'homme mâle adulte ».

## Histoire
L'histoire de la virilité est appréhendée par l'histoire culturelle, notamment l'histoire du corps et de ses représentations.
Selon Jean-Jacques Courtine, professeur à la Sorbonne, le sentiment de virilité s'est historiquement construit sur trois valeurs, la force physique, puis le courage, l'héroïsme guerrier, la masculinité hégémonique et enfin la puissance sexuelle.

### Sens antique: modèle du guerrier
Dans l'Antiquité, la représentation de la virilité considérée comme vertu morale se combine avec une exaltation de la force physique particulièrement valorisée dans les sociétés militaires : chez les Grecs anciens comme chez les Romains, la virilité est également associée à la maturité, la vigueur, le don de soi jusqu'au sacrifice, la puissance sexuelle, utilisée aussi bien sur les femmes, considérées par Aristote comme un « mâle imparfait » devant rester cantonnées au gynécée, que sur les jeunes hommes : c'est dans ce contexte de guerrier héroïque que les Spartiates distinguent les hommes « vrais » et les « trembleurs » qui ont cédé lors d'un combat et perdu leur virilité. Cet idéal est représenté dans les Arts, au même titre que la féminité.
Comme tout idéal inatteignable, il est menacé : dès l'Antiquité apparaît le sentiment d’une crise de la virilité. Homère dans l’Iliade s'inquiète de la « faiblesse » des nouvelles générations, Aristophane décrète « Nous dégénérons », Suétone raconte dans sa Vie des douze Césars que Jules César s'épilait tout le corps à la cire et en particulier le visage. Les peuples considérés comme barbares, tout en continuant à privilégier la virilité guerrière, refusent le modèle romain de l'adultère pour qui le pater familias pouvait avoir des relations sexuelles avec l’amica (la maîtresse), l’ancilla (la servante) et le minister (domestique) ou le modèle grec dans lequel un homme marié peut demander à son ami qui fait montre de puissance virile de faire un enfant à son épouse. Dans le monde romain, les vies de Régulus et de Caius Mucius Scævola sont cités comme modèles de vertus viriles.

### Sens médiéval et à l'époque moderne: modèle du chevalier et du courtisan
Au Moyen Âge, dans l'ouest européen, sous les carolingiens, l'image de l'homme à cheval devient le symbole de la virilité. Équitation, chasse et maniement des armes s'y associent. Puis la virilité s'incarne dans le chevalier et dans le courtisan.
La Renaissance du XIIe siècle évacue le mythe faisant du chevalier un être brut mais plutôt comme un homme goûtant les manifestations littéraires et l'amour courtois. La domination virile manifeste un peu plus de retenue et s’exprime désormais dans une relation hétérosexuelle plus respectueuse et dans l'élégance du vêtement.
Néanmoins à l'époque moderne, Michel de Montaigne manifeste une nouvelle crise du sentiment de virilité : alors que le courtisan viril doit danser avec sa compagne ou se bat avec une épée, le philosophe déplore dans ses Essais le recul de la force « des vaillances et des vigueurs », considérant que ces épées sont des armes de femme. Il privilégie le « sauvage » viril au courtisan efféminé.

### AuXVIIIesiècle: remise en cause
Au siècle des Lumières, les philosophes contestent leurs aînés, la puissance patriarcale virile étant assimilée à celle d'un tyran : la virilité comme domination de l'homme sur l'homme est remise en cause. Cette rupture n'existe pas quant à la domination sexuelle de l'homme sur la femme : la virilité des libertins, comme celle de l'homme du peuple, restent de la prédation sur la femme ou une domination sans retenue au sein du foyer. Les femmes commencent à s'affirmer dans les salons littéraires, bien qu'elles y demeurent une infime minorité. Le siècle voit en Europe une valorisation des caractères physiques attribués au masculin, le modèle viril grec ancien devient la figure du beau, et des caractéristiques telles que la fermeté d'esprit, la maîtrise de soi, le courage et le potentiel de domination lui sont associés. L'esthétique de la virilité sera reprise au long des siècles ultérieurs, avec parfois des détournements.

### AuXIXesiècle: apogée
La virilité se manifeste dans les professions symbolisant l'ordre et la hiérarchie (soldat, conscrit, policier), chez certains ouvriers (cheminot, sidérurgiste, mineur sont mis en valeur dans la littérature, plutôt que l'employé de bureau ou l'ouvrier du travail à la chaîne chez qui la bureaucratisation ou le machinisme ne réclament plus la force virile), chez le jeune homme allant au collège, pensionnat, séminaire ou se réunissant dans la salle de garde, chez l'homme allant au café, au bordel, à la salle d’armes, la société de chasse, la réunion politique, au fumoir ou dans des clubs privés, ces « lieux de l'entre-soi masculin » selon l'historien Alain Corbin. La révolution industrielle voit l'homme viril dominer grâce à la technologie le colonisé, la nature, la machine à vapeur remplaçant le cheval des siècles précédents. Le combat viril persiste dans le duel,.
Mais ce siècle voit aussi les femmes prendre des places et mener des combats nouveaux : dans le travail, dans l'espace public avec le fait de prendre la parole ou d'écrire, dans le fait de demander certains droits pour elles. La journaliste Annette Levy-Willard, faisant un compte-rendu de l'ouvrage Histoire de la virilité en 2011, indique que cela semble attaquer les « certitudes viriles ». Dans un pays comme la France, la perte d'une guerre (1870), est aussi prise pour certains comme une « perte de leur fierté virile », faire la guerre et combattre étant aussi considérés comme des éléments liés à la virilité.
L'excellence en termes de morale et de forme physique est aussi considérée comme une marque de la virilité ; progressivement, les sports deviennent les « conservatoires des vertus viriles », selon une analyse ultérieure de l'historien Georges Vigarello.

### Depuis leXXesiècleà aujourd'hui: déclin
Les guerres mondiales et le développement du chômage achèvent le mythe de l'homme viril défendant et pourvoyant aux besoins de son foyer. La femme cantonnée au foyer s'émancipe avec le développement des grands magasins ou en s'habillant en garçonne, les homosexuels ou les Juifs sont accusés de la perte de la fierté virile. Les guerres de masse et notamment la première guerre mondiale provoquent un changement dans le modèle militaro-viril : le guerrier du Moyen Âge cède la place à un « guerrier couché » dans les tranchées et à des soldats devenus « chair à canon » si possible docile. Le modèle de la « virilité militaire » reste toutefois mobilisateur sur un plan politique et est utilisé dans des idéologies de l'homme nouveau, par exemple dans l'entre-deux-guerres en Italie avec les squadristes.
Bien qu'en déclin, la virilité se manifeste comme un retour du refoulé archaïque dans certaines résurgences (nazisme, fascisme qui se signalent entre autres par l'exaltation de la virilité et la persécutions des Juifs et des homosexuels), persiste dans des domaines comme le sport (rugby à XV avec ses « contacts virils », arts martiaux mixtes, des simulacres de virilité (simulacre de la force physique : culturisme ; simulacre de la séduction : chippendales ; simulacre de combat : catch ; simulacre de la sexualité : pornographie), le machisme, le sexisme, l'antiféminisme ou dans l'inégalité homme-femme malgré l'obtention du droit de vote ou la contraception.
Bien que le spectre de la dévirilisation rejaillisse parfois, la virilité comme symbole de misogynie et de phallocentrisme disparaît progressivement au profit de la masculinité ou du masculinisme alors que les études de genre se développent.

## Représentation
La virilité est transcendée dans les représentations diverses des types masculins (demi-dieux, héros, nobles, etc.) mises en avant par les civilisations ayant contribué historiquement à la formation de l'Occident.

## Traits et marqueurs associés à la virilité
Dans ce contexte, la virilité est associée à la puissance et la robustesse, ce qui tend à identifier les hommes à leurs capacités physiques et aux aptitudes psychologiques qui en découleraient (courage, énergie, etc.), tandis que la féminité est alors conçue comme un ensemble de caractères physiques et physiologiques opposés, associés à des traits psychologiques qui en découleraient : chaque genre étant censé détenir l'une des deux dimensions constitutives de l'être humain. La virilité, selon les sociétés, est associée à la force et au courage, à la résolution et à la constance, au respect de soi et au sens de l'honneur, etc.
On l'attribue généralement aux hommes, quelquefois à certaines femmes, tantôt de manière positive (exemples de Romaines admirées pour leur constance et leur fermeté dans une société où il arrivait que les mères dussent éduquer leurs fils aux vertus militaires), tantôt de manière péjorative (une vir-ago : une femme qui a des qualités d'homme, viriles, morales et physiques — allure, taille ; le sens littéraire n'est pas nécessairement péjoratif, mais le terme signifie habituellement : femme autoritaire, harpie, mégère). Certaines femmes ont également fait le choix de s'approprier des marqueurs de la virilité : ce sont par exemple les garçonnes dans les années 1920 en France, ou les butches.
Comme la féminité, la virilité a ses qualités et ses défauts : la vertu étant pour les Anciens un idéal de mesure (cf. Aristote), ou une conformité à un ordre naturel (cf. stoïcisme), les déviances relatives à la virilité étaient dans l'Antiquité perçues de deux manières, suivant qu'il y avait excès ou défaut. La virilité par excès : la violence et l'agressivité inappropriée, le manque de subtilité dans la pensée, la vanité masculine de dominer, d'être le plus fort, etc., l'incapacité de reconnaître ses erreurs, surtout devant une femme, et le refus d'admettre quelque aspect que ce soit de sa personnalité qui pourrait être « faible » (absence de pitié, d'indulgence, dureté inhumaine, etc.). L'excès de virilité rapproche, dans l'esprit des Anciens, l'homme de la brute et de la bête[réf. souhaitée]. S'il y a au contraire défaut, l'homme était alors qualifié d'efféminé ; c'est le cas par exemple chez les Grecs, qui considèrent la virilité comme une plénitude opposée à l’« imperfection » féminine[réf. souhaitée] ou, à la Renaissance, avec l'exemple des Mignons d'Henri III raillés par le peuple.
Alors que dans l'imaginaire collectif la pilosité est perçue comme un marqueur de la virilité, cela n'a pas toujours été le cas historiquement. Les attributs physiques destinés à marquer la virilité ont varié selon les lieux, les époques et les classes sociales. Ainsi, en Europe, du XIXe siècle au XXIe siècle, des éléments tels que la pilosité du visage, le port de pantalon ou de costume trois-pièces, certains accessoires comme le chapeau haut-de-forme ou la casquette ont été considérés comme des éléments marquant l'appartenance au « sexe dit fort » ; la docteure en histoire contemporaine Élodie Serna indique en 2021 que cela marque également la « coexistence de masculinités concurrentes ». Des usages peuvent aussi s'ajouter aux marqueurs physiques et matériels : il en va ainsi pendant longtemps de la consommation habituelle de tabac ou d'alcool.

## Une crise de la masculinité?
Depuis la fin du XIXe siècle, avec les transformations sociales, naît une crainte de perdre les « valeurs traditionnelles fondées sur la séparation des sexes » et « une mise en scène récurrente d’une prétendue crise de la masculinité », selon les explications de l'historienne Élodie Serna dans un article sur l'histoire de la virilité de l'Encyclopédie d'histoire numérique de l'Europe. Dans la seconde partie du XXe siècle, certains groupes (beatniks, yéyés, hippies, punks), moquent la « virilité obligatoire », tandis que la remise en cause du patriarcat et l'émancipation des femmes contribuent à une « rupture avec la virilité traditionnelle », qui apparaîtra plus tard comme une recomposition. La perception d'une crise de la masculinité, bien que le terme soit anachronique, est présent également dans l'antiquité. Ce thème redonnant dans les cultures et les époques sous différentes formes. En France la controverse de ce concept est soulevée dans le livre "Alpha mâle, séduire les femmes pour s'apprécier entre hommes" de la chercheuse au cnrs Mélanie Gourarier, et popularisé dans le podcast "La crise de la masculinité n'existe pas" de Victoire Tuaillon.